# Premio Ig Nobel

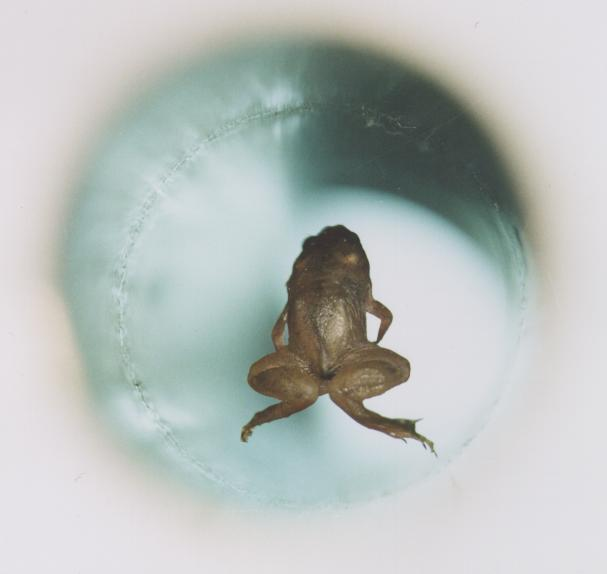
Una rana viva en levitación magnética, en un experimento de Andréi Gueim en la Universidad de Nimega y Michael Berry de la Universidad de Bristol, que fue galardonado con el Premio Ig Nobel en Física en el 2000; en 2010, Gueim ganaría el Premio Nobel en la misma rama.

Los Premios Ig Nobel son una parodia estadounidense del Premio Nobel. Se entregan cada año a principios de octubre para reconocer los logros de diez grupos de científicos que «primero hacen reír a la gente, y luego la hacen pensar». Organizado por la revista de humor científico Annals of Improbable Research (AIR), los premios son presentados por una serie de colaboradores que incluye a auténticos Premios Nobel, en una ceremonia organizada en el Sanders Theatre, de la Universidad de Harvard. «Los premios pretenden celebrar lo inusual, honrar lo imaginativo y estimular el interés de todos por la ciencia, la medicina, y la tecnología».

## Nombre
El nombre, dado que los premios fueron creados por el estadounidense Marc Abrahams, es un juego con la palabra en inglés ignoble, que en castellano significa “innoble”. Con los años, los organizadores han dado muchas explicaciones satíricas sobre el origen del nombre de los premios, incluyendo la afirmación de que Ig Nobel era el nombre de la persona que inventó la «Soda Pop».

## Historia
Los primeros Premios Ig Nobel fueron adjudicados en 1991, aunque en aquella época eran premiados descubrimientos «que no podían, o no debían, ser reproducidos». Diez premios se otorgan cada año en varias categorías, incluyendo las cinco categorías del Premio Nobel (física, química, fisiología/medicina, literatura y de la paz), y además otras categorías como la salud pública, la ingeniería, la biología y la investigación interdisciplinaria. Con la excepción de tres premios en el primer año, los Premios Ig Nobel son para verdaderos logros. 
Los premios son a veces críticas veladas, como en los dos premios otorgados por la investigación sobre la homeopatía y los premios para la educación científica concedido a «las juntas estatales de la educación de Kansas y Colorado por su postura en relación con la enseñanza de la evolución, ya que abogan por el creacionismo y por que esta sea una teoría equiparable al electromagnetismo o a los estudios de Newton sobre la gravedad».
Otro ejemplo es el premio otorgado a la Social Text después del escándalo Sokal. Muy a menudo, sin embargo, llaman la atención los artículos científicos que tienen algún aspecto humorístico o inesperado. Los ejemplos van desde el descubrimiento de que la presencia de los humanos tiende a excitar sexualmente a las avestruces, a la afirmación de que los agujeros negros cumplen todos los requisitos técnicos para ser la ubicación del Infierno, pasando por una investigación sobre por qué se forma la pelusa en el ombligo. Otro ejemplo es la investigación sobre la «regla de los cinco segundos», la creencia de que la comida que cae al suelo no se contamina si se recoge antes de transcurridos cinco segundos.
Por último, el hecho de recibir un Ig Nobel nada tiene que ver con la capacidad investigadora o la excelencia científica, ya que Andréy Gueim, ganador del Ig Nobel de física en 2000 (Of Flying Frogs and Levitrons), ha sido a su vez galardonado con el premio Nobel de física en 2010, por sus trabajos sobre el grafeno.

## Ceremonia
Los premios son presentados por auténticos ganadores de premios Nobel. Inicialmente fue una ceremonia celebrada en una sala de conferencias en el Instituto Tecnológico de Massachusetts (MIT) pero ahora se realiza en el Sanders Theater de la Universidad Harvard. Contiene una serie seguida de chistes, como la niña Miss Sweety Poo, que, si un galardonado habla durante demasiado tiempo, grita con voz aguda: «Por favor, termine: estoy aburrida».
La entrega de premios se cierra tradicionalmente con las palabras: «Si usted no ha ganado un premio —y especialmente si lo ha hecho— ¡mejor suerte el próximo año!».
La ceremonia es copatrocinada por la Harvard Computer Society, la Harvard-Radcliffe Science Fiction Association y The Harvard-Radcliffe Society of Physics Students.
Arrojar aviones de papel al escenario es una larga tradición en los Ig Nobel. Sin embargo, desde la ceremonia de 2006, este juego fue suspendido debido a motivos de seguridad. En los últimos años, el profesor de física Roy Glauber se había encargado de barrer el escenario para limpiarlo de aviones. Sin embargo, Glauber no pudo asistir al evento de 2005, ya que se dirigió a Estocolmo para recibir un verdadero Premio Nobel de Física. 
El «Desfile de Ignatarios» (juego de palabras de ignitaries con dignitaries, ‘dignatarios’) atrae a diversos grupos al evento. En las ceremonias de 1997, un equipo de «investigadores sexuales criogénicos» distribuyó un folleto titulado Sexo seguro a cuatro kelvin. Los delegados del Museo del Mal Arte (en Massachusetts) a menudo exhiben algunas piezas de su colección, que muestran que el arte malo y la mala ciencia van de la mano.

## Alcance
La ceremonia es registrada y transmitida en directo tanto por la Radio Nacional Pública de Estados Unidos como a través de Internet. La grabación se emite todos los años, el viernes después de la Acción de Gracias en Estados Unidos, en el programa de radio Ciencia Viernes de ese país. En reconocimiento a esta labor, el público corea en repetidas ocasiones el nombre del presentador del programa de radio, Ira Flatow.
Se han publicado dos libros acerca de los premios: El Premio Ig Nobel (2002) y El Premio Ig Nobel 2 (2005), que fue retitulado más adelante como El hombre que trató de Clonarse.
Un Ig Nobel Tour ha viajado por Reino Unido y Australia varias veces.

## Críticas
En 1995, Robert May, barón May de Oxford y principal asesor científico del Gobierno británico, pidió que los organizadores del Premio Ig Nobel no concedieran premios a los científicos británicos, alegando que estos se veían desprestigiados o ridiculizados al recibirlos. Sin embargo, varios científicos del país mencionado saltaron a defender los premios, desestimando las declaraciones de May, y la revista británica Chemistry and Industry, en particular, publicó un artículo para refutar sus argumentos.
En septiembre de 2009 un artículo en The National titulado El lado noble de los Ig Nobel dice que, aunque los Premios Ig Nobel son una crítica velada de la investigación trivial, la historia ha demostrado que las investigaciones triviales a veces conducen a descubrimientos importantes.
Por ejemplo, en 2006 un estudio que muestra que el mosquito que transporta la malaria (Anopheles gambiae) se siente atraído igualmente por el olor del queso Limburger que por el olor de los pies humanos había ganado el Premio Ig Nobel en el área de Biología. Como resultado directo de estos hallazgos, este tipo de queso se coloca en lugares estratégicos de naciones africanas para combatir la epidemia de la malaria. La importante contribución que de forma inadvertida hizo este estudio hacia la preservación de la vida humana pone de relieve la importancia de compartir los resultados experimentales, independientemente de los usos previstos de dichos resultados.
Otro ejemplo es Andre Geim, quien en el año 2000 recibió el Premio lg Nobel de Física por hacer levitar una rana en un campo magnético, y posteriormente en el año 2010 el Premio Nobel de Física junto con Konstantín Novosiolov por el estudio del grafeno.